# Papua-Rindengürtel

Verbreitungsgebiet Gulf Province

Der Papua-Rindengürtel ist ein Kleidungsstück, eine männliche Schutzwaffe und ein Standessymbol aus Papua-Neuguinea.

## Beschreibung
Der Gürtel besteht aus Baumrinde und ist auf der gesamten Vorderseite geschnitzt und bemalt. Die Länge beträgt ca. 150 cm, die Breite ca. 15 cm. Zusammengehalten wird er durch einen Schnurschlingenverschluss.
Aus Baumrinden, wie z. B. von Pygeum, Rosaceae oder Ficus-Arten, werden ca. 1,5 m lange und ca. 15 cm breite Streifen herausgeschnitten, mit Beil oder Buschmesser geglättet, die äußere raue Borke wird über Feuer behandelt und das Stück in Form gebracht.
Nicht für den lokalen Gebrauch gedachte Stücke werden zusammengerollt, mit Klammern aus gespaltenen Ästen zusammengehalten und in den Tauschhandel gebracht.
Unterschiede ergeben sich in der Ornamentik, so bevorzugen die Bewohner der südlichen Küstenregion ein reiches Dekor mit anthropomorphen Mustern in Kerbschnitt, während im Hochland geometrische oder Zickzackmuster überwiegen.

## Funktion
Als Kleidungsstück dient er zur Aufbewahrung von kleineren Gebrauchsgegenständen, Axt und Buschmesser, auch von „Zaubermitteln“.
Er dient bei kämpferischen Auseinandersetzungen als Schutz vor Verletzungen der inneren Organe (Abdomen), weshalb auch die Benennung als Panzergürtel vorkommt. Einfachste Versionen aus Rinde werden auch für die Alltagsarbeit benutzt.
Der Gürtel, z. B. in der Sprache der Elema Kava genannt, wird von den Kriegern aus der Orokolo-Bucht der Gulf Division in Papua-Neuguinea benutzt, ebenso wie von den Stämmen Hochland-Papuas. Er ist ebenso in Teilen Melanesiens verbreitet, wie bei den Baining auf der Gazelle-Halbinsel, Vanuatu oder der Nordküste Neuguineas.
Er stellt zugleich ein wichtiges Symbol für die jungen Männer dar. Knaben, die aus der Obhut der Mutter in die des Vaters gelangen, erhalten ab etwa 5 Jahren ihren ersten Rindengürtel. Später zeigt er die Aufnahme in die Gemeinschaft der Krieger und ist das Symbol für die abgeschlossenen Initiationsriten, bei denen den jungen Männern die Fertigkeiten der Waffenherstellung sowie die Verhaltensweisen im Leben beigebracht wurden. Dabei erhalten sie den „zweiten Gürtel“.
Die Bedeutung des Gürtels ergibt sich auch daraus, dass diese nie von den Männern abgelegt werden. Die Haltbarkeit beläuft sich auf 5 bis 7 Jahre, danach müssen sie erneuert werden. Um die Geschmeidigkeit zu erhalten, werden sie mit dem Fett geopferter Schweine behandelt.
Das Tragen des Gürtels unterliegt bei einigen lokalen Stämmen strengen Regeln. So ist ein unehelich geborener Stammesangehöriger nicht berechtigt, ihn zu tragen, und er gilt ebenfalls als Nachweis der legitimen Stammeszugehörigkeit.